# Sieben Stühle
|                      |                      |                     |
| Hermannstädter Stuhl | Schäßburger Stuhl    | Mühlbacher Stuhl    |
|                      |                      |                     |
| Schenker Stuhl       | Leschkircher Stuhl   | Repser Stuhl        |
|                      |                      |                     |
| Brooser Stuhl        | Reußmarkter Stuhl    | Mediascher Stuhl    |
|                      |                      |                     |
| Schelker Stuhl       | Kronstädter Distrikt | Bistritzer Distrikt |

Die Sieben Stühle bezeichnen zum einen ein historisches Gebiet auf dem Königsboden (lateinisch fundus regius) in Siebenbürgen, zum anderen die offiziellen Verwaltungseinheiten der Sächsische Nationsuniversität der Siebenbürger Sachsen vom 13. bis ins späte 19. Jahrhundert.

## Gliederung
Die Sieben Stühle bestanden aus dem Hauptstuhl Hermannstadt (Cybininum) und den Unterdistrikten Schäßburg (lateinisch Saxoburgum), Mühlbach (Mühlbach), Großschenk (Schenk), Reußmarkt (Ruzmargt), Reps (Kozd), Leschkirch (Leuskyrch) und Broos (Waras). Die erste urkundliche Erwähnung findet sich in einer Schrift vom 14. Juli 1349, in der erstmals alle acht sogenannten Sieben Stühle – ein „Hauptstuhl“ und sieben „Nebenstühle“ – genannt werden.
Geographische Anordnung von West nach Ost
- Broos
- Mühlbach
- Reußmarkt
- Hermannstadt
- Leschkirch
- Großschenk
- Schäßburg
- Reps

Die Sieben Stühle bildeten eine 190 km lange, aber relativ schmale erste Ansiedlungsregion der Siebenbürger Sachsen, die von Broos im Unterwald bis zu den Gemeinden am Homorodbach jenseits von Reps reichte. Sie ging an wenigen Stellen über mehr als 30–40 km hinaus und spiegelt somit deutlich den Charakter eines Grenz-Vorlandes wider. Von dort aus wurde ab dem 13. Jahrhundert vermehrt Binnenkolonisation vor allem in das Gebiet der Zwei Stühle Mediasch und Schelken, ins Zwischenkokelgebiet und ins Burzenland betrieben, so dass sich das zentrale Ansiedlungsgebiet immer weiter verbreiterte (in Nordrichtung).

Hermannstädter Stuhl
Brooser Stuhl
Mühlbacher Stuhl
Reußmarkter Stuhl
Leschkircher Stuhl
Großschenker Stuhl
Schäßburger Stuhl
Repser Stuhl
Zwei Stühle, Mediasch und Schelk
Mediascher Stuhl
Schelker Stuhl
Bistritzer Distrikt
Kronstädter Distrikt

## Aufgaben
Die Aufgaben der Stuhlverwaltungen waren:
- Die Erhebung von Steuern und (Sonder-)Abgaben – gemessen in Zahlhäusern oder Steuermarken
- Die Rechtsprechung laut Gewohnheitsrecht (Eygenlandrecht) der Siebenbürger Sachsen durch die Stuhlrichter, als direkte Vertreter des ungarischen Königs
- Sicherstellen der öffentlichen Ordnung
- Überwachung der Zünfte und Gewerbe
- Rekrutierung von Kriegsvolk im Bündnisfall und zur Selbstverteidigung
- Bewirtschaftung der Wälder
- Entsendung von Vertretern zu den Landtagen und zur Nationsuniversität